# Глинне (Ліський повіт)
Глинне (пол. Glinne) — лемківське село в Польщі, у гміні Лісько Ліського повіту Підкарпатського воєводства.
Населення — 328 осіб (2011).

## Історія
З 1772 р. до 1918 року в складі Австрії й Австро-Угорщини.
В кінці XIX ст. в селі оселилася родина Петра Коциловського (Piotr Kocyłowski), батька майбутнього епископа Йосафата Коциловського (Jozafat Kocyłowski).
Не маючи власних храмів, вірні греко-католики, римо-католики і юдеї відвідували костел, синагогу та церкву в місті Лісько. І село і місто було в той час справжнім центром різноманіття культур, де жили разом на рівних один з одним  українці-греко-католики, українці-римо-католики, поляки, євреї-юдеї та представники інших конфесій.
У 1919-1939 рр. — у складі Польщі. На 01.01.1939 у селі було 400 жителів, з них 260 українців-грекокатоликів, 100 українців-римокатоликів, 25 поляків і 15 євреїв. Село належало до Ліського повіту Львівського воєводства.
У середині вересня 1939 року німці окупували село, однак уже 26 вересня 1939 року мусіли відступити з правобережної частини Сяну, оскільки за пактом Ріббентропа-Молотова вона належала до радянської зони впливу. 27.11.1939 постановою Президії Верховної Ради УРСР село в ході утворення Дрогобицької області включене до неї. Територія ввійшла до складу утвореного 17.01.1940 Ліськівського району (районний центр — Лісько). Наприкінці червня 1941, з початком Радянсько-німецької війни, територія знову була окупована німцями, які винищили євреїв. У вересні 1944 року радянські війська знову оволоділи територією села. В березні 1945 року територія віддана Польщі.
В 1945–1947 роках все українське населення було піддане етноциду — насильно переселене як до СРСР так й до північно-західної Польщі — Повернених Земель..
У 1975-1998 роках село належало до Кросненського воєводства.

## Демографія
Демографічна структура станом на 31 березня 2011 року:
|          | Загалом | Допрацездатний вік | Працездатний вік | Постпрацездатний вік |
| -------- | ------- | ------------------ | ---------------- | -------------------- |
| Чоловіки | 162     | 41                 | 103              | 18                   |
| Жінки    | 166     | 33                 | 93               | 40                   |
| Разом    | 328     | 74                 | 196              | 58                   |